# Daniel Hess (Badminton)
Daniel Hess (* 31. Juli 1998) ist ein deutscher Badminton-Nationalspieler. Mit der deutschen Nationalmannschaft gewann er 2024 und 2025 Bronze bei den Europameisterschaften.

## Karriere
Hess wurde 2022 nationaler Vizemeister. Ebenso war er in der Bundesliga am Start. Im Nationalteam wurde er 2024 und 2025 Dritter bei den Mannschaftseuropameisterschaften. 2025 wurde er auch Deutscher Meister im Doppel.

## Sportliche Erfolge
| Saison    | Veranstaltung                  | Disziplin | Platz | Name                             |
| --------- | ------------------------------ | --------- | ----- | -------------------------------- |
| 2010/2011 | Westdeutsche Meisterschaft U13 | MS        | 3     | Daniel Hess                      |
| 2010/2011 | Westdeutsche Meisterschaft U13 | MD        | 3     | Daniel Hess / Alexander Szorkow  |
| 2010/2011 | Westdeutsche Meisterschaft U13 | XD        | 3     | Daniel Hess / Marie Schmitt      |
| 2011/2012 | Westdeutsche Meisterschaft U15 | XD        | 3     | Daniel Hess / Lena Seibert       |
| 2012/2013 | Westdeutsche Meisterschaft U15 | MS        | 3     | Daniel Hess                      |
| 2012/2013 | Westdeutsche Meisterschaft U15 | MD        | 2     | Daniel Hess / Christopher Klauer |
| 2012/2013 | Westdeutsche Meisterschaft U15 | XD        | 3     | Daniel Hess / Katja Holenz       |
| 2013/2014 | Westdeutsche Meisterschaft U17 | XD        | 3     | Daniel Hess / Katja Holenz       |
| 2013/2014 | Westdeutsche Meisterschaft U17 | MD        | 3     | Daniel Hess / Christopher Klauer |
| 2014/2015 | Deutsche Meisterschaft U17     | MS        | 3     | Daniel Hess                      |
| 2014/2015 | Westdeutsche Meisterschaft U17 | MD        | 1     | Mats Druckrey / Daniel Hess      |
| 2014/2015 | Westdeutsche Meisterschaft U17 | XD        | 3     | Daniel Hess / Katja Holenz       |
| 2014/2015 | Westdeutsche Meisterschaft U17 | MS        | 3     | Daniel Hess                      |
| 2015/2016 | Deutsche Meisterschaft U19     | MD        | 3     | Daniel Hess / Julian Voigt       |
| 2015/2016 | Deutsche Meisterschaft U19     | XD        | 2     | Daniel Hess / Annabella Jäger    |
| 2016/2017 | Deutsche Meisterschaft U19     | XD        | 1     | Daniel Hess / Yvonne Li          |
| 2016/2017 | Deutsche Meisterschaft U19     | MD        | 2     | Daniel Hess / Julian Voigt       |
| 2017      | Romania International 2017     | MD        | 3     | Daniel Hess / Jan Colin Völker   |
| 2021      | Austrian International         | MD        | 3     | Daniel Hess / Johannes Pistorius |
| 2022      | Deutsche Meisterschaft         | MD        | 2     | Bjarne Geiss / Daniel Hess       |
| 2022      | Réunion Open                   | MD        | 3     | Bjarne Geiss / Daniel Hess       |
| 2024      | EM                             | Team      | 3     | Deutschland                      |
| 2025      | EM                             | Team      | 3     | Deutschland                      |
| 2025      | Deutsche Meisterschaft         | MD        | 1     | Marvin Seidel / Daniel Hess      |